# 현대카드
현대카드주식회사는 현대자동차그룹 계열의 신용카드 회사이다. 1국가 1카드사 원칙을 고수하는 미국 유통업체인 코스트코의 대한민국 공식 파트너다. 현재로는 대한민국에서 애플페이를 사용할 수 있는 유일한 카드사이다.

## 연혁
- 1992년: 대우그룹으로부터 인수
- 1995년: 대우그룹이 한국신용유통(주)의 신용카드 사업 부문을 별도 법인을 설립하여 (주)다이너스클럽코리아 설립
- 1999년: 워크아웃 개시
- 2001년 10월: 현대자동차그룹의 계열사로 편입되어 현재의 사명으로 변경
- 2001년 12월: 워크아웃 졸업
- 2003년 5월: '현대카드 M' 을 출시하며 포인트 선지급 서비스인‘세이브 포인트 제도’를 업계 최초로 도입. 이후부터 알파벳 카드 시리즈로 카드 출시
- 2003년 10월: 정태영 대표이사 취임
- 2005년 8월: GE소비자금융(GE Consumer Finance)과 전략적 제휴 체결
- 2015년 5월 14일: 이마트와 제휴한 이마트 e카드(신용/체크) 출시
- 2017년 2월: 미국 GE캐피탈 지분 전량 매각
- 2019년 5월 9일: 우리은행과 제휴를 통해 우리은행 영업점 창구에서도 현대카드 상품판매 개시
- 2019년 5월 24일: 코스트코 코리아 공식 지정 신용카드사로 선정
- 2019년 12월 31일: 다이너스 클럽 라이선스 만료
- 2021년 4월 28일: 김덕환 대표이사 취임
- 2021년 6월: 아멕스 취급 개시
- 2022년 4월: SC제일은행과 제휴

## 특징
다이너스 클럽의 방침인 1국가 1파트너사 정책에 따라 대한민국에서 유일하게 다이너스 클럽의 라이선스를 받은 신용카드사였으며, 현대 다이너스 마일리지 신용카드를 발행했다.
그러나 2019년을 마지막으로 다이너스 클럽과의 프랜차이즈 계약이 만료됐다. 다이너스 클럽의 모기업인 디스커버는 2019년 11월 26일 리버우즈 본사에서 외국 발행 디스커버 카드의 대한민국 전표매입 계약을 비씨카드와 체결함과 동시에, 다이너스 클럽의 대한민국 파트너사를 비씨카드로 변경했다. 이에 따라 외국 발행 다이너스 클럽 카드의 전표매입 대행 역시 비씨카드가 담당하게 됐고, 2022년 8월 29일에 우리카드를 통해 발급을 재개했다.
체크카드는 국내전용만 발급해 오다가 비자카드도 일부 나오고 있으며, 선불카드는 신규 발급이 중단되었다. 하지만 체크카드는 연회비를 받고 있으며, SC제일은행 제휴형과 경차사랑 체크카드만 연회비를 받지 않고 있다.
공무원연금과 경차사랑카드를 제외한 모든 카드는 세로형으로 나오며, 거의 모든 상품은 연회비가 붙는다.
현대 체크카드는 한국철도공사의 철도 승차권을 구입할 수 없었으나, 2015년에 제한이 해제되어 현재는 철도 승차권 구입이 가능하다.
2019년 5월 24일부터 대한민국 코스트코 매장의 전담 결제 카드사로 변경되면서 개시 3개월 전부터 코스트코 제휴 카드가 나왔다.
다이너스 클럽과 결별한 후 2021년에는 아멕스와 제휴를 개시, 동년 6월에 현대 아멕스 카드를 첫 출시했다. 동년 11월에는 현대 아멕스 그린/골드/플래티넘을 추가했다.
2022년 4월에는 SC제일은행과 파트너십 계약을 맺었고, 동년 10월 4일에 SC제일은행 제휴 신용/체크카드를 출시했다.
2023년 3월 21일부터 대한민국 신용카드사 최초로 애플페이 지원을 시작했다.
2024년 8월부터 우리은행을 시작으로 기존 M/X 체크카드에도 비자카드를 확대 적용한다. 2024년 11월 26일부터는 신한은행 연결 시에도 비자 체크카드를 선택할 수 있다. SC제일은행 제휴형 외에는 2025년 2월 기준 신한은행과 우리은행에 연결했을 때 비자 체크카드를 선택할 수 있으나, SC제일은행 제휴형과 달리 연회비 2,000원을 여전히 받는다. 하이브리드 체크카드는 비자카드를 선택할 수 없다.
2025년 7월 22일에 현대카드 회원은 Apple 지갑에서 티머니를 추가하고 Apple Pay로 티머니 카드에 충전을 할 수 있게 됐다. 실물 교통 카드를 휴대하지 않아도 iPhone과 Apple Watch만으로 대중교통 결제가 가능하다.
특히 Apple 지갑에 티머니를 추가하면 잔액이 부족할 때 Apple Pay에 추가된 현대카드로 직접 금액을 충전하거나, 자동 충전 기능을 설정할 수 있다.

## 취급 카드
대한민국에서 오랫동안 다이너스 클럽을 취급해 온 신용카드사였다. 2019년 다이너스 클럽의 대한민국 라이선스가 만료된 후 재계약하지 않았으며, 다이너스 클럽은 비씨카드와 새롭게 파트너십 계약을 맺었다.
다이너스 클럽과 결별한 후, 2021년에는 아멕스를 도입했다.
중국은련은 2015년에 추가했으나, 2021년 아멕스 라인업을 신설할 즈음에 소리소문없이 취급이 중단되어 현재는 신규로 발급할 수 없다. 마스터카드 또한 2020년대 들어서 비중이 감소하고 있다.
체크카드는 SC제일은행 제휴형에 처음으로 비자카드(플래티넘)가 장착된다. 2024년 8월부터 우리은행, 2024년 11월부터 신한은행에 연결했을 때 M/X 체크카드에 비자 플래티넘을 확대했다. 그 외에는 국내전용이며, 하이브리드 체크카드는 비자카드를 선택할 수 없다. 또한 SC제일은행 제휴형 외에는 체크카드에도 연회비 2,000원을 받는다.
- 국내전용카드
- 비자카드
- 아멕스
- 마스터카드

## 발급기관
은행사의 카드들은 제휴금융기관의 현금인출카드 기능 탑재가 가능하다.(부산, iM, 농축협, 기업은행은 결제만 되고 현금카드 연결 불가)
체크카드는 제휴를 맺은 기관에 한하여 현금인출카드 기능 탑재가 가능하다.
특정 은행 제휴로 발행하는 카드는 SC제일은행과 한국산업은행 제휴형뿐이다. 하나은행, 산림조합, 우체국 제휴 체크카드도 발행했으나, 2018년에 모두 단종됐다. SC제일은행을 제외한 나머지 체크카드만 연회비 2,000원을 받는다.

### 은행
- SC제일은행(비자 체크카드 가능, 연회비 2,000원 면제)
- 하나은행
- 우리은행, 신한은행(비자 체크카드 선택 가능, 연회비는 부과)
- 우체국(바로 현금카드로 쓸수 있으며 우체국창구에서는 신청불가)
- 한국산업은행 (ARS 등록후 사용 가능)
- KB국민은행 (현금카드 등록 제한될 수 있음)
- NH농협은행, 농협(현금카드 등록 제한될 수 있음)
- 중소기업은행
- 산림조합(2019년 7월 10일부터는 신용만 가능 2022년부터는 신용카드신규발급 중단)
- 신협 (체크없음)
- 부산은행
- iM뱅크
- 케이뱅크

## 후불교통카드
| 지하철/버스              | 사용가능지역                                                                                               |
| ------------------------ | --- |
| 지하철 버스 사용지역     | 수도권(서울, 경기, 인천), 동남권(부산, 울산, 양산), 대경권(대구, 경산), 대전, 광주, 아산, 천안, 춘천       |
| 경전철사용 지역          | 김해~부산, 의정부, 용인, 우이신설                                                                          |
| 버스 전 사용지역         | 울산, 제주, 충남, 충북, 세종, 전북, 강원, 제주도                                                           |
| 경북 일부 버스 사용지역  | 포항, 문경, 상주, 영주, 예천, 경주, 구미, 김천, 안동, 경산, 영천, 고령, 성주, 울릉, 청도, 칠곡             |
| 경남 일부 버스 사용지역  | 창원, 김해, 양산, 함안, 진주, 사천, 밀양, 거제, 통영, 의령, 함양, 거창, 고성, 남해, 산청, 창녕, 하동, 합천 |
| 전남 일부 버스 사용 지역 | 목포, 순천, 여수, 광양, 신안, 나주, 담양, 함평, 장성, 화순, 해남, 영암, 보성, 무안, 고흥, 완도, 강진, 구례 |

## 사진

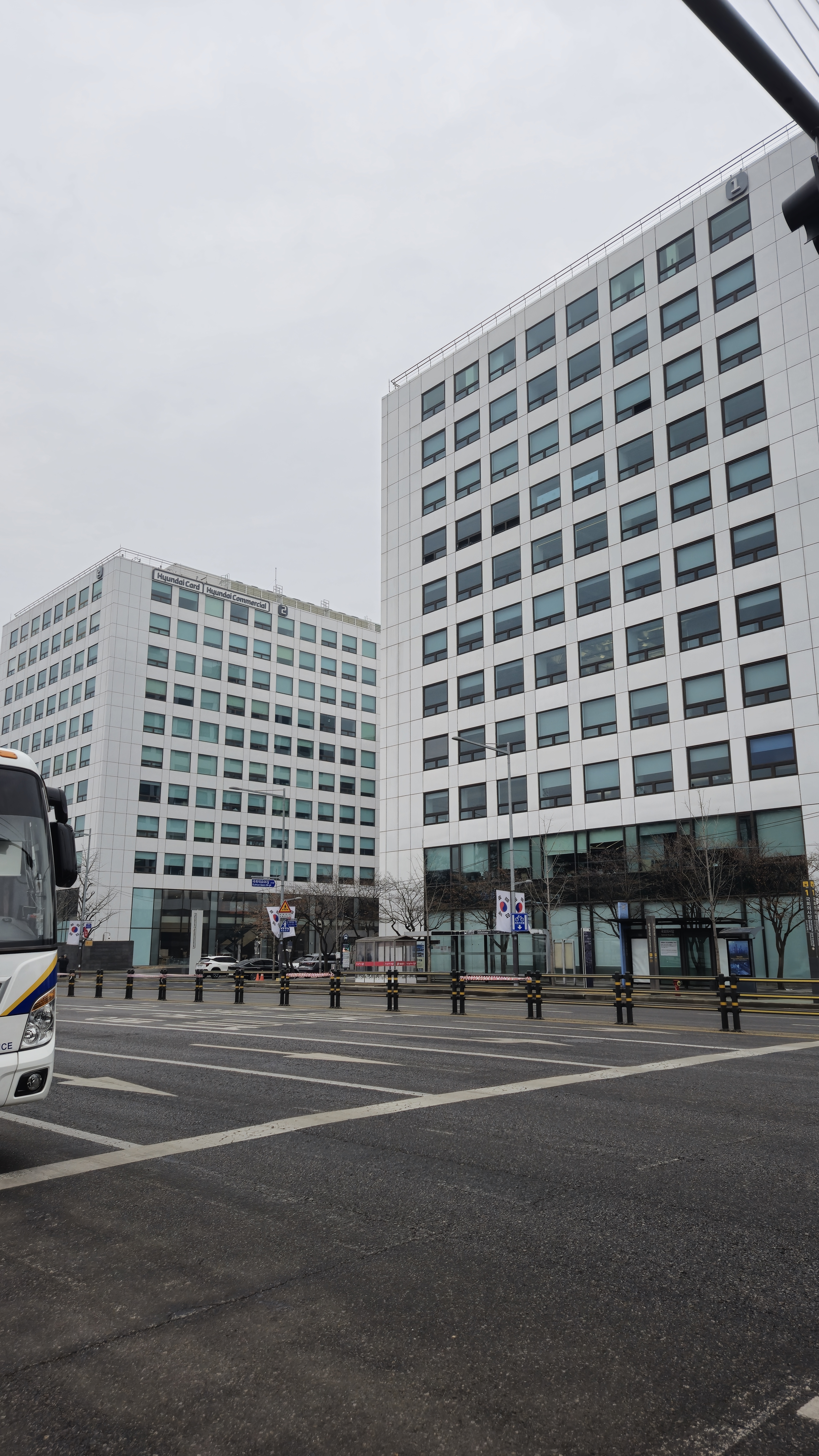
의사당대로 3에 소재한 본사 건물 1동, 2동

## 본점 및 지점 현황
- 본점: 서울특별시 영등포구 의사당대로 3 (여의도동)
- 강남지역단: 서울특별시 서초구 강남대로 311, 20층 (서초동, 한화생명보험빌딩)
- 서초지역단: 서울특별시 서초구 강남대로 311, 20층 (서초동, 한화생명보험빌딩)
- 강북지역단: 서울특별시 노원구 노해로 467, 11층 (상계동, 교보생명빌딩)
- 영등포지역단: 서울특별시 영등포구 국회대로 612, 8층 (당산동3가, 코레일유통빌딩)
- 마포지역단: 서울특별시 영등포구 영등포로 188, 3층 (영등포동4가, 현대캐피탈빌딩)
- 수원지역단: 경기도 수원시 팔달구 중부대로 141, 12층 (우만동, 현대캐피탈빌딩)
- 인천지역단: 인천광역시 부평구 부평대로 60, 11층 (부평동, 현대해상빌딩)
- 대전지역단: 대전광역시 서구 둔산로 55, 2층 (둔산동, 현대캐피탈빌딩)
- 광주지역단: 광주광역시 서구 시청로 80, 2층 (치평동, 현대캐피탈빌딩)
- 부산지역단: 부산광역시 부산진구 서전로 8, 12층 (부전동, 현대카드현대캐피탈빌딩)
- 대구지역단: 대구광역시 중구 중앙대로 398, 9층 (남일동, 현대캐피탈빌딩)
- 안산영업지점: 경기도 안산시 단원구 중앙대로 927, 6층 (고잔동, 남일빌딩)
- 천안영업지점: 충청남도 천안시 서북구 충무로 218, 5층 (쌍용동, kt빌딩)
- 전주영업지점: 전북특별자치도 전주시 완산구 기린대로 213, 2층 (서노송동, 대우빌딩)
- 창원영업지점: 경상남도 창원시 성산구 중앙대로 105, 15층 (중앙동, STX빌딩)
- PLCC 이마트 강북지점: 서울특별시 노원구 노해로 466, 6층 (상계동, SK브로드밴드빌딩)
- PLCC 이마트 강남지점: 서울특별시 서초구 강남대로 311, 19층 (서초동, 한화생명보험빌딩)
- PLCC 이마트 강서지점: 서울특별시 영등포구 국회대로 612, 8층 (당산동3가, 코레일유통빌딩)
- PLCC 이마트 수원지점: 경기도 수원시 팔달구 중부대로 141, 7층 (우만동, 현대캐피탈빌딩)
- PLCC 이마트 인천지점: 인천광역시 부평구 부평대로 60, 10층 (부평동, 현대해상빌딩)
- PLCC 이마트 대전지점: 대전광역시 서구 둔산로 55, 4층 (둔산동, 현대캐피탈빌딩)
- PLCC 이마트 광주지점: 광주광역시 서구 시청로 80, 2층 (치평동, 현대캐피탈빌딩)
- PLCC 이마트 부산지점: 부산광역시 부산진구 서전로 8, 18층 (부전동, 현대카드현대캐피탈빌딩)
- PLCC 이마트 대구지점: 대구광역시 중구 중앙대로 398, 6층 (남일동, 현대캐피탈빌딩)
- PLCC 이마트 강동지점: 서울특별시 서초구 강남대로 311, 20층 (서초동, 한화생명보험빌딩)
- PLCC 코스트코 중부지점: 서울특별시 영등포구 국회대로 612, 8층 (당산동3가, 코레일유통빌딩)
- PLCC 코스트코 남부지점: 서울특별시 서초구 강남대로 311, 19층 (서초동, 한화생명보험빌딩)
- PLCC 코스트코 북부지점: 서울특별시 노원구 노해로 466, 6층 (상계동, SK브로드밴드빌딩)
- PLCC 코스트코 서부지점: 경기도 안양시 동안구 시민대로 180, 24층 (호계동, G-SQUARE)
- PLCC 코스트코 충청지점: 대전광역시 서구 둔산로 55, 4층 (둔산동, 현대캐피탈빌딩)
- PLCC 코스트코 경북지점: 대구광역시 중구 중앙대로 398, 8층 (남일동, 현대캐피탈빌딩)
- PLCC 코스트코 경남지점: 부산광역시 부산진구 서전로 8, 18층 (부전동, 현대카드현대캐피탈빌딩)
- 일본지점: 일본국 도쿄도 치요다구 칸다니시키초 2초메 2번 1호 위워크 칸다스퀘어

## 라이브러리

### DESIGN LIBRARY
- 위치: 서울시 용산구 이태원로 246
- 운영시간: 화-토 12~21시, 일/공휴일 12~18시 운영
- 특징: 글로벌 북 큐레이터가 선정한 북 컬렉션과 디자인 특화 도서
- 보유 컬렉션: <도무스 Domus>, <라이프 Life>, <플레이보이 Playboy>, <월간 디자인>, <비저네어 Visionaire>

### MUSIC LIBRARY
- 위치: 서울시 용산구 이태원로 246
- 운영시간: 화-토 12~21시, 일/공휴일 12~18시 운영
- 특징: 장르별로 선별한 1만여 장의 바이닐(턴테이블로 감상 가능)과 전 세계에서 수집한 희귀음반
- 보유 컬렉션: 미국의 전설적인 음악 잡지인 <롤링스톤 Rolling Stone>

### TRAVEL LIBRARY
- 위치: 서울시 강남구 선릉로152길 18
- 운영시간: 화-토 12~21시, 일/공휴일 12~18시 (운영 종료)
- 특징: 테마·지역별 전 세계 1만 5천여 권의 도서와 함께 실제 여행과 탐험을 준비할 수 있는 공간
- 보유 컬렉션: <내셔널 지오그래픽 The National Geographic>, <이마고 문디 Imago Mundi>, <트랜잭션 오브 더 코리아 브랜치 오브 더 로열 에이시애틱 소사이어티 Transactions of the Korea Branch of the Royal Asiatic Society>

### COOKING LIBRARY
- 위치: 서울시 강남구 압구정로46길 46
- 운영시간: 화-토 12~21시, 일/공휴일 12~18시
- 특징: 1만여 권의 쿠킹책 보유 및 캐주얼 다이닝 Deli와 프라이빗 다이닝 Greenhouse, 쿠킹 스튜디오 Creator's Kitchen 운영
- 보유 컬렉션: <제임스 비어드 파운데이션 북 어워드 James Beard Foundation Book Awards>, <국제 요리 전문가 협회 쿡북 어워드 IACP Cookbook Awards> 수상작

### ART LIBRARY
- 위치: 서울시 용산구 이태원로 248
- 운영시간: 화-토 12~21시, 일/공휴일 12~18시(설,추석연휴 휴관) 운영
- 특징: 미술사적 가치를 인정받는 작가 및 작품 관련 서적들과 현대카드의 철학을 담은 공간
- 보유 컬렌션: <전권 컬렉션 Complete Collection> - 컨템포러리 아트의 실험실이라 불린 매거진 <파켓 Parkett>, 뉴욕 현대미술관 개관부터 최근까지의 전시 도록 전권, 베니스 비엔날레 시작부터 최근까지 선보인 모든 본전시 카탈로그(98권), 유명 미디어 및 퍼포먼스 작품을 선보이는 무빙 이미지 룸(Moving Image Room)

## 같이 보기
- 현대카드 슈퍼콘서트
- 대한민국의 신용카드사 목록
- 다이너스 클럽